# Zoo de Bucarest
Le Zoo de Bucarest, (en roumain : Grădina Zoologică din Bucureşti), occupe 5,85 ha dans la forêt de Băneasa, à 5 km au nord de Bucarest et près de l'aéroport international Aurel-Vlaicu. Il est un établissement public qui entretient et expose des collections d'animaux vivants, sauvages ou domestiques, d'Europe ou d'outre-mer, dans le triple objectif de :
- conservation de la faune (avec priorité aux espèces menacées);
- éducation, divertissement et sensibilisation des visiteurs ;
- recherche, enseignement, création d'outils pédagogiques, formation professionnelle.

## Historique
Trois petits jardins zoologiques existaient à Bucarest depuis 1906 dans les parcs « Carol », « Cismigiu » et « Kisseleff » (près de l'Institut Géologique et du Muséum de Bucarest) mais, en partie détruits lors des combats pour la Libération de la capitale en août 1944, leurs éléments (cages et animaux) furent regroupés dans les parcs Carol (mammifères) et Cismigiu (oiseaux). À partir de 1955 une section du kolkhoze zootechnique communal de Bucarest fut consacrée à la mise en place d'un "coin zoologique" dans la forêt communale de Băneasa, inauguré le 1-er Mai 1959.
En 1962, le développement de ce "coin zoologique" le fit intituler "Jardin Zoologique de Bucarest", qui devint une institution rattachée directement à la municipalité et placée sous l'égide du Ministère de l'Éducation à parité avec le Muséum de Bucarest. Le zoo put dès lors figurer dans l'Annuaire International des Zoos (International Zoo Yearbook), édité par la Société de Zoologie de Londres. Actuellement (2013) l'établissement est placé sous l'autorité du Ministère de l'Environnement mais traverse une période très difficile par manque de financements et en raison de convoitises foncières sur son territoire.
Source: Zoo de Bucarest.

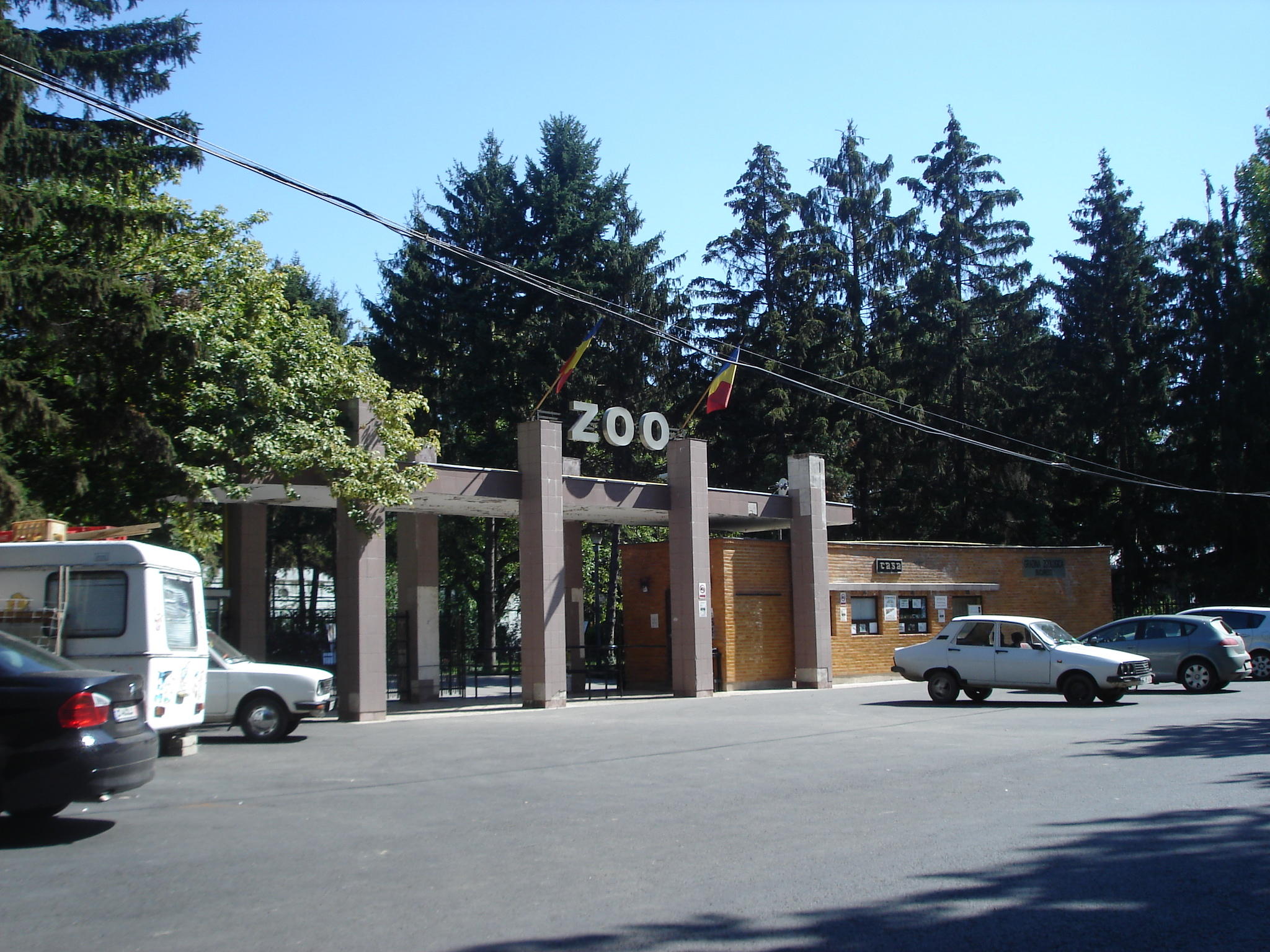
L'entrée du zoo
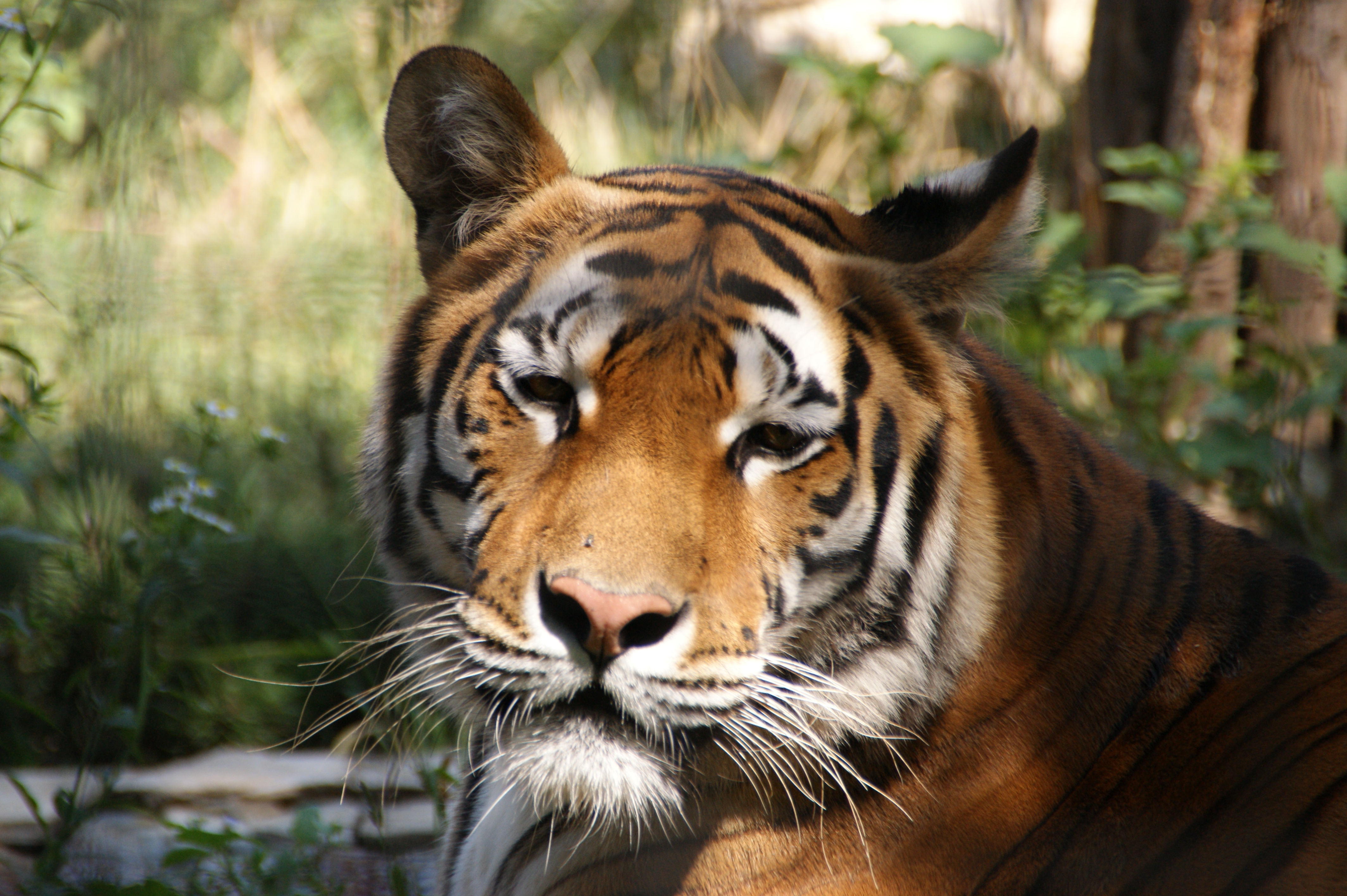
Tigre du Bengale
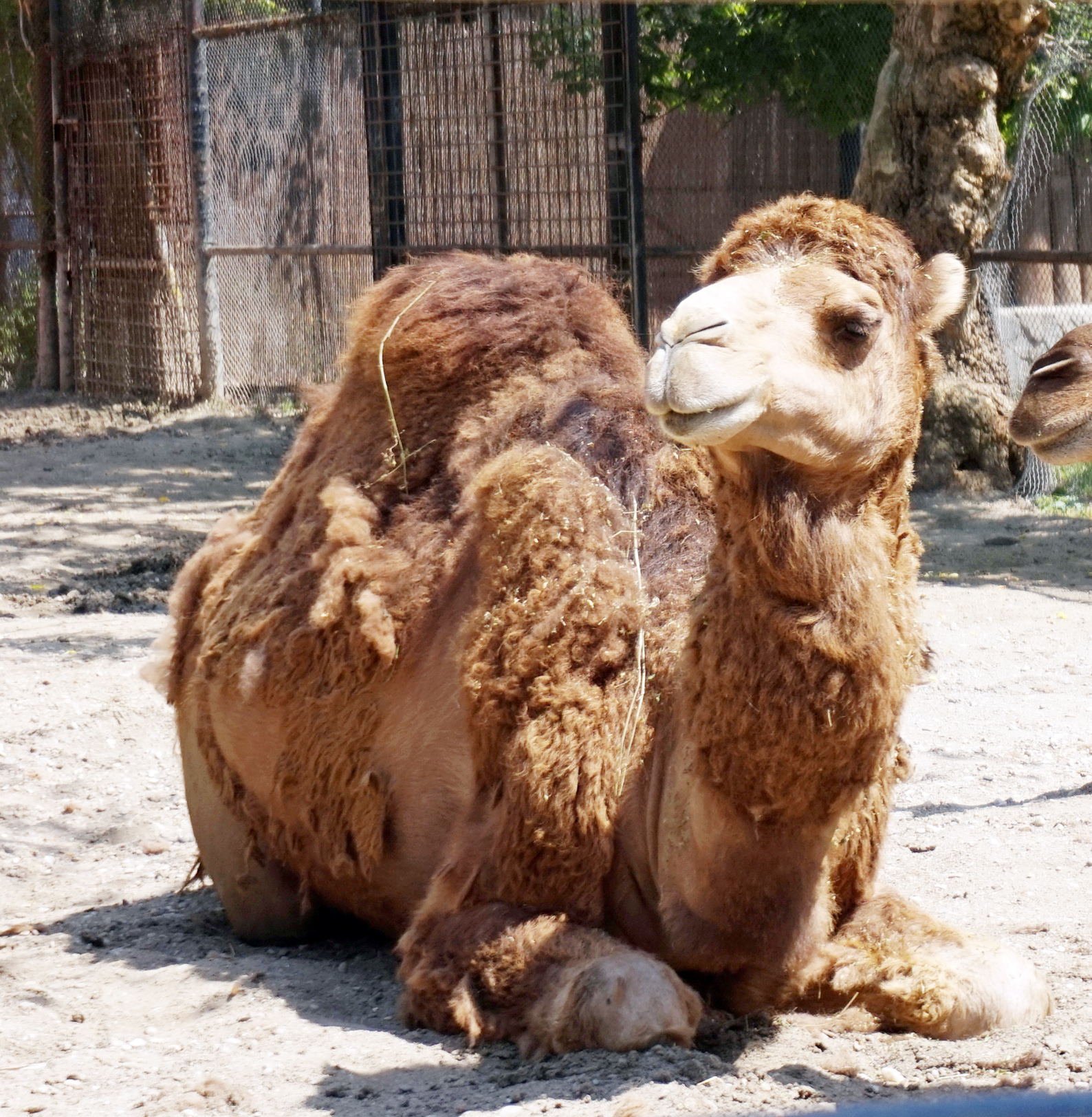
Dromadaire
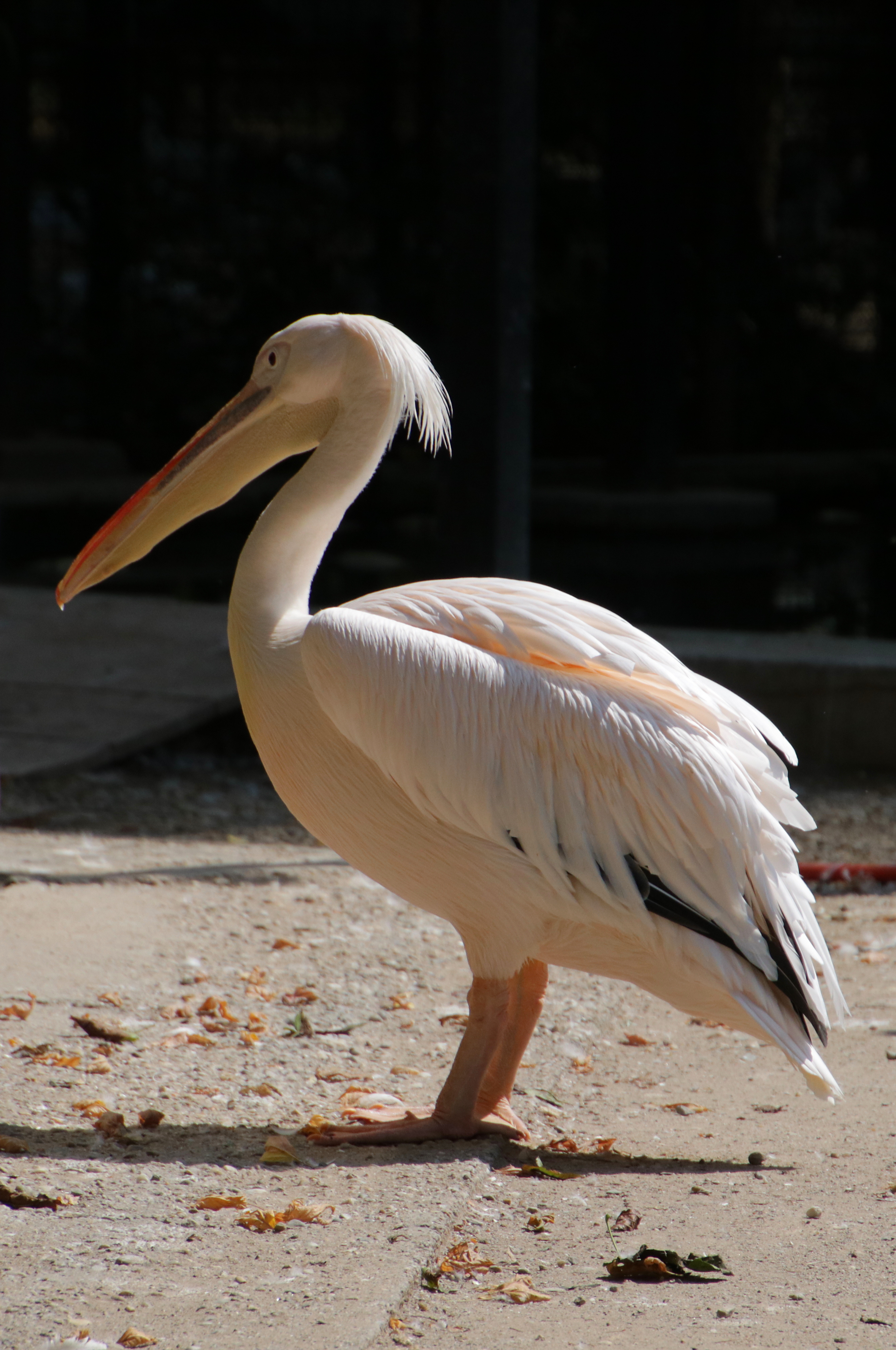
Pélican blanc d'Afrique
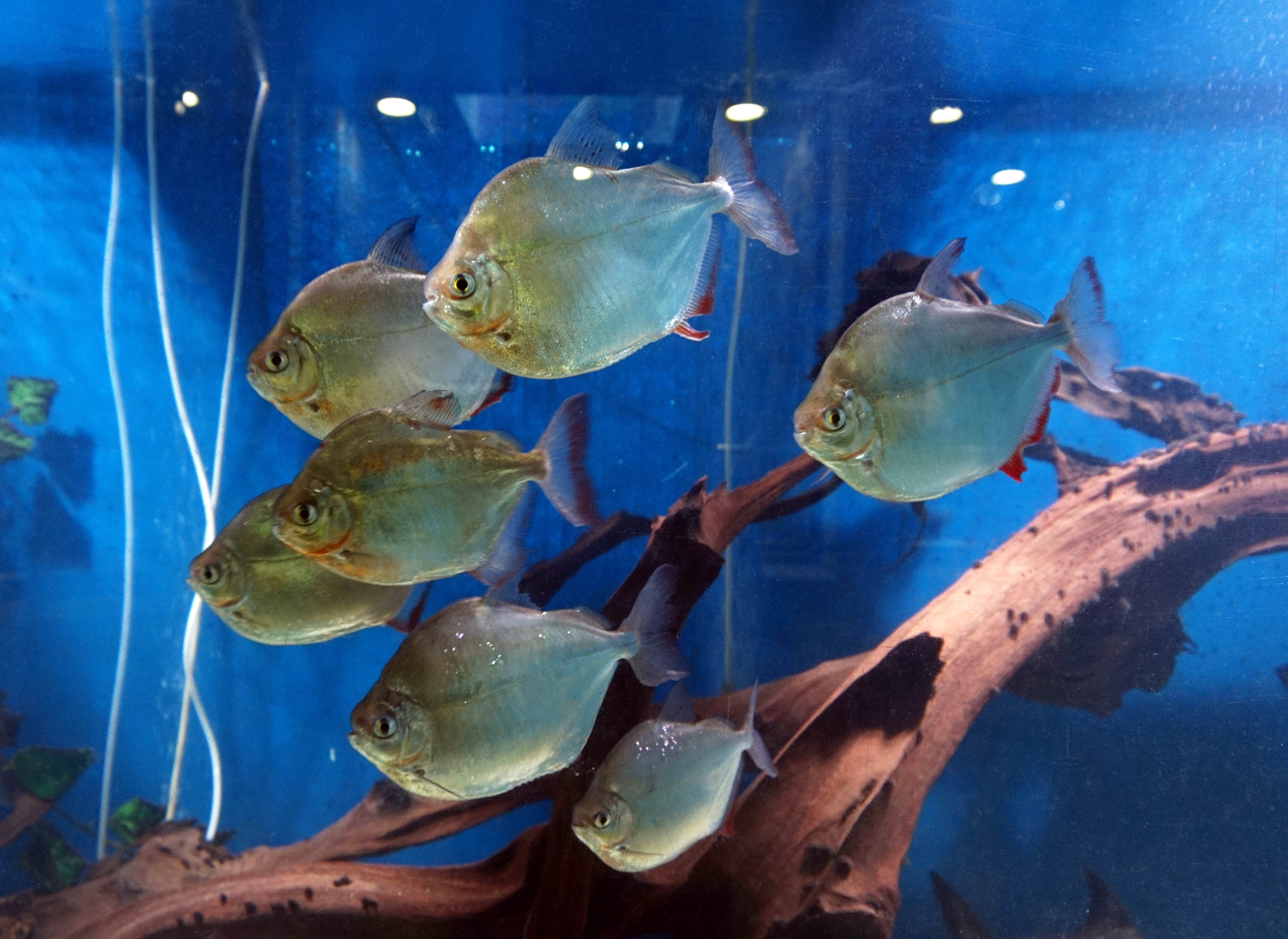
Un banc de Serrasalmidés